# Obodji
 (juillet 2022).
Obodji est un album de Jean-Luc Fillon et Othello Ravez sorti le 1er octobre 2021 sur le label AD21

## Artistes
- Jean-Luc Fillon - hautbois, hautbois d'amour, cor anglais, clarinette basse, percussions
- Othello Ravez - didgeridoos, percussions

## Instruments
Les instruments utilisés sur cet album sont rarement utilisés dans le jazz. Les hautbois, de même que le hautbois d'amour et le cor anglais, est habituellement utilisé en musique classique et musique contemporaine et très peu en jazz et musiques improvisées. L'association de ces instruments à anches doubles avec le didgeridoo quant à elle très rare puisqu'on ne trouve pas d'autre album avec cette instrumentation.

## Répertoire
Bien qu'étant référencé en tant qu'album jazz , les compositeurs et œuvres joués sur cet album ont des origines diverses : Il Veccio Castello (The Old Castle) est par exemple issu des Tableaux d'une exposition de Modeste Moussorgski, plusieurs thèmes sont empruntés aux répertoires traditionnels de différents pays et régions, comme Misirlou (traditionnel grec-oriental), et Afro Blues de Mongo Santamaria est identifié comme appartenant au latin jazz.

## Liste des pistes
| No  | Titre                  | Musique               | Durée |
| --- | ---------------------- | --------------------- | ----- |
| 1.  | Black & Blue           | Fats Waller           | 4:58  |
| 2.  | It's only a paper Moon | Harold Arlen          | 4:05  |
| 3.  | Los Bilbilicos         | traditionnel séfarade | 5:45  |
| 4.  | Les Djinns             | Jean-Luc Fillon       | 4:31  |
| 5.  | Caravan                | Duke Ellington        | 4:56  |
| 6.  | Bahia                  | Jean-Luc Fillon       | 4.39  |
| 7.  | Il Veccio Castello     | Modeste Moussorgski   | 5:16  |
| 8.  | Afro Blues             | Mongo Santamaria      | 4:02  |
| 9.  | Fill-iù oro hù o       | traditionnel celtique | 4:03  |
| 10. | Misirlou               | traditionnel grec     | 5:09  |

1. ↑  « Studio de Meudon », sur Studio de Meudon (consulté le 9 juillet 2022).
2. ↑  Dominique Boulay, « OBOMAN & OTHELLO – OBODJI - Review », sur paris-move.com (consulté le 9 juillet 2022).
3. ↑  « ad21 », sur Discogs (consulté le 30 juin 2022).
4. ↑  Guillaume Hamet, « Vers une pratique plurielle du hautbois » (consulté le 10 juillet 2022).
5. ↑  Sir Ali, « CHRONIQUE : OBOMAN & OTHELLO (JEAN-LUC FILLON & OTHELLO ROVEZ) OBODJI », sur lejazzophone.com, 10 juillet 2022.